# Єрчиха
Єрчиха — колишнє село, входило до складу Черепівської сільської ради, Буринський район, Сумська область.
Село постраждало внаслідок геноциду українського народу, проведеного урядом СССР 1932–1933 та 1946–1947 роках, встановлено смерті 8 людей.
Станом на 1983 рік в селі проживало 70 людей. 22 грудня 2006 року село зняте з обліку.

## Географічне розташування
Село знаходиться на лівому березі річки Терн, село Верхня Сагарівка знаходиться вище по течії на відстані 1 км, за 2,5 км нижче по течії розташоване село Черепівка, на протилежному березі річки — село Жуківка.